# Zbiornik poeksploatacyjny

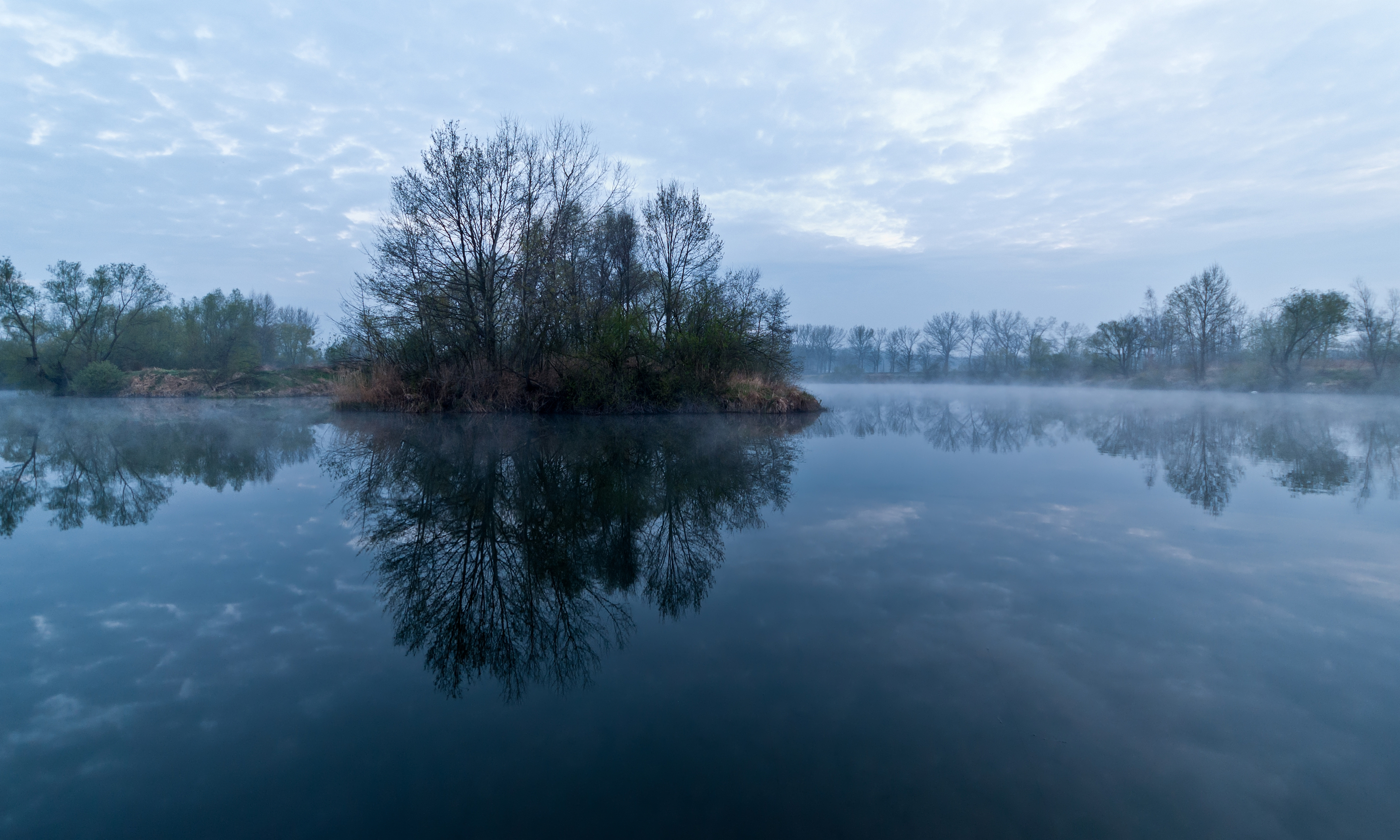
Zbiornik poeksploatacyjny w Paczkowie

Zbiornik poeksploatacyjny – antropogeniczny zbiornik wodny zajmujący zagłębienie, które powstało w rezultacie odkrywkowego wyeksploatowania surowców mineralnych (np. węgla kamiennego, rud cynku i ołowiu, piasku, wapieni, dolomitów, siarki, itd.). Zbiorniki poeksploatacyjne (nazywane również zbiornikami powyrobiskowymi) charakteryzują się specyficzną morfometrią. Kształt misy jeziornej warunkowany jest układem dna i krawędzi dawnego pola eksploatacyjnego, które zwykle było zmodyfikowane w okresie przygotowania zagłębienia do zatopienia. Cechą zbiorników poeksploatacyjnych są duże średnie głębokości w zestawieniu z głębokością maksymalną (rezultat dużego nachylenia ścian odkrywki oraz płaskodenności formy wklęsłej). 